# 蒂芬布龙
蒂芬布龙（德語：Tiefenbronn，發音：[ˈtiːfn̩bʁɔn]）是德国巴登-符腾堡州卡尔斯鲁厄行政区恩茨县的市镇，面积14.78平方千米，2023年12月31日人口为5,448人。